# Kleinregion Kamp-Taffatal

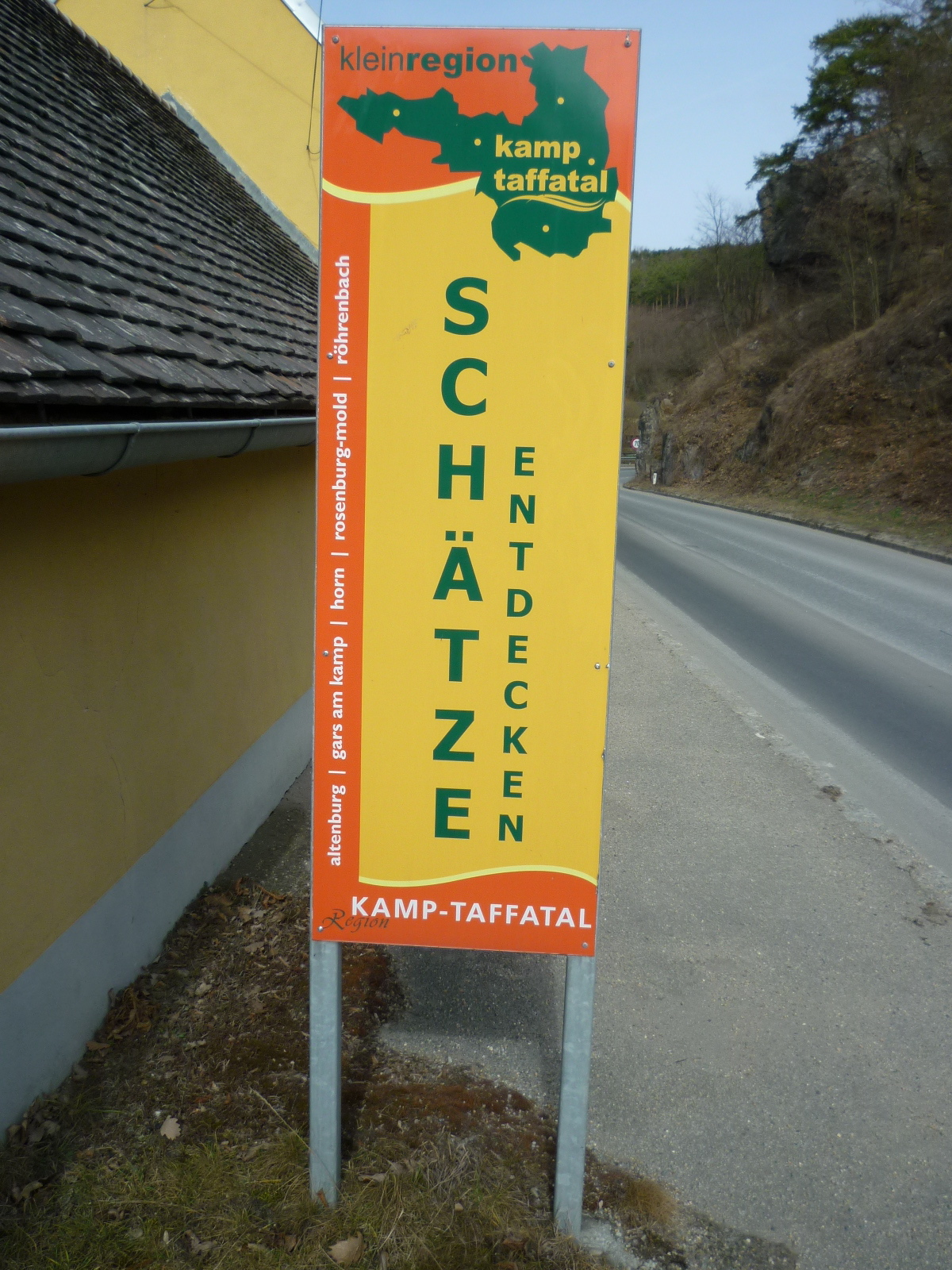
Informationstafel der Kleinregion Kamp-Taffatal.

Die Kleinregion Kamp-Taffatal ist die freiwillige Kooperation fünf Gemeinden des südlichen Bezirks Horn in Niederösterreich in den Bereichen Daseinsvorsorge, Bürgerservice und Raumentwicklung. Kleinregionen in Niederösterreich werden durch die Niederösterreichische Landesregierung als Instrument der ländlichen Entwicklung und Raumplanung gefördert.

## Mitgliedsgemeinden
Der Kleinregion Kamp-Taffatal gehören folgende Gemeinden als Mitglieder an:
- Gemeinde Altenburg
- Marktgemeinde Gars am Kamp
- Stadtgemeinde Horn
- Gemeinde Röhrenbach
- Gemeinde Rosenburg-Mold

Die Kleinregion Kamp-Taffatal wird von einem Verein getragen, dessen Vorstand die Bürgermeister sowie Stadt- und Gemeinderäte aus den Mitgliedsgemeinden bilden. Die Kleinregion betreibt ein Projektbüro in Horn, in dem eine Kleinregionsmanagerin tätig ist.

## Projekte
Die Kleinregion Kamp-Taffatal widmet sich in erster Linie Projekten der Kultur und des Tourismus. Das Projekt Schätze entdecken bietet Schulen Handreichungen für Schulausflüge und Projekttage, die ein Kennenlernen von Natur und Geschichte der Kleinregion fördern. Jährlich im Frühjahr findet seit 2008 ein Kleinregionsfest in wechselnden Orten der Kleinregion statt. Das Projekt Audiowörterbuch soll dazu beitragen, die Kommunikation mit den Nachbarregionen in der an den Bezirk Horn grenzenden Tschechischen Republik zu verbessern.